# Rundskop
Rundskop (títol original en anglès: Bullhead, lit. ‘cap de toro’) és una pel·lícula belga de gènere dramàtic escrita i dirigida per Michaël R. Roskam el 2011 i protagonitzada per Matthias Schoenaerts. Explica la història de Jacky Vanmersenille, un jove ramader de la província de Limburg que rep una visita d'un veterinari sense escrúpols que el convenç per fer negocis bruts amb un comerciant de vedella de mala fama. L'assassinat d'un policia nacional i la inesperada confrontació amb un misteriós secret del seu passat, però, desencadenaran una sèrie d'esdeveniments que tindran greus conseqüències per al Jacky. La trama està basada en l'assassinat de Karel van Noppen i l'idioma original del film és el limburguès, un dialecte del neerlandès. La pel·lícula ha estat subtitulada en català.

## Estrena
El film va ser seleccionat per a la secció Panorama del 61è Festival Internacional de Cinema de Berlín. Es va estrenar als Estats Units al Fantastic Fest, a Austin. La companyia cinematogràfica Drafthouse Films va adquirir-ne els drets de distribució per als Estats Units, on es va començar a projectar el febrer del 2012, tot i que només en pocs cinemes.

## Recepció
El film ha rebut, en general, crítiques favorables. Actualment, un 87% de les 69 valoracions que ha rebut a Rotten Tomatoes són positives. A Metacritic ha obtingut una puntuació de 68, basada en un total de 24 valoracions.

La columnista Deborah García elogia la producció cinematogràfica: 
«No he vist cap altra pel·lícula, o almenys no en recordo cap, que hagi afrontat i reflexionat amb tanta intensitat sobre la pregunta ¿Què significa ser un home? com Bullhead. No n'hi ha cap amb un final tan desolador i esgarrifós. El patriarcat és qui s'ha encarregat d'assignar els atributs als homes en la manera de relacionar-se entre ells i en la seva manera d'actuar en societat. A la pel·lícula podem veure mostres de força (pallisses, cops, amenaces); el llenguatge corporal de Jacky, que teatralitza i exagera gestos, i moviments masculins (amb cops a l'aire davant del mirall marcant múscul).»
Bullhead ha rebut el premi New Authors Audience Award i el New Authors Critic's Prize al millor actor (Matthias Schoenaerts) a l'AFI Fest, i el Next Wave Award (patrocinat per AMD) al Fantastic Fest. Matthias Schoenaerts ha guanyat el premi de la FIPRESCI al millor actor al Palm Springs International Film Festival.
El jurat va elogiar-ne «la magnífica representació d'un home sensible i innocent atrapat en un cos hostil». El film també ha guanyat el premi a la millor pel·lícula a al Film Festival d'Oostende i ha rebut nou nominacions als premis Magritte, dels quals se’n va emportar els de millor coproducció flamenca, millor guió original o adaptació, millor actor (per a Schoernaerts) i millor muntatge. Ha rebut també el premi André Cavens.
Bullhead va ser seleccionada com a la representant de Bèlgica per a la categoria de millor pel·lícula de parla no anglesa a la 84a edició dels Òscars. Va ser oficialment nominada per a aquesta categoria el 24 de gener del 2012, però va perdre al final contra la pel·lícula iraniana Nader i Simin, una separació.
A Catalunya, Bullhead ha participat en el 44è Festival Internacional de Cinema Fantàstic de Catalunya de Sitges. També ha estat seleccionada per al Festival de Cinema d'Autor de Barcelona, a la secció d'autors emergents que es va estrenar l'any 2012.

## Repartiment
- Matthias Schoenaerts com a Jacky Vanmarsenille
- Jeroen Perceval com a Diederik Maes
- Jeanne Dandoy com a Lucia Schepers
- Barbara Sarafian com a Eva Forrestier
- Tibo Vandenborre com a Anthony De Greef
- Frank Lammers com a Sam Raymond
- Sam Louwyck com a Marc de Kuyper

## Premis i nominacions

### Nominacions
- 2012. Oscar a la millor pel·lícula de parla no anglesa
- 2013. César a la millor pel·lícula estrangera